# ملعب بنك هنتنغتون
ملعب بنك هنتنغتون (سابقًا ملعب كليفلاند براونز) هو ملعب في مدينة كليفلاند، أوهايو ، الولايات المتحدة، و هو ملعب فريق كليفلاند براونز في دوري كرة القدم الأمريكية. مساحة الملعب تقدر بـ 31 فدان (13 هكتار) من الأرض بين بحيرة إري و الطريق السريع الساحلي في مدينة كليفلاند (الطريق 2 ولاية أوهايو). يستوعب الملعب 73200 متفرج. يستظيف الملعب أحداث أخرى، مثل بطولة الجامعات الأمريكية ومباريات كرة القدم المدرسية ومباريات كرة القدم الأمريكية وكرة القدم، و الحفلات الموسيقية.
اعتباراً من موسم 2011-12، إذا لم يتم تضمين سوبر بول، ملعب كليفلاند براونز هو الملعب الوحيد في دوري كرة القدم الأمريكية التي لم تستظيف مباريات الدور النهائي. ملعب فورد فيلد لم يستضف مباراة في الأدوار النهائية.
أقيمت مباراة ودية دولية لمنتخب الولايات المتحدة لكرة القدم في هذا الملعب وكانت نتائجها:
- للرجال: منتخب الولايات المتحدة لكرة القدم للرجال 2 - 0 فنزويلا بتاريخ 27 مايو 2007.
- للسيدات: منتخب الولايات المتحدة لكرة القدم للسيدات 4 - 0 ألمانيا بتاريخ 22 مايو 2010.

## صور من الملعب

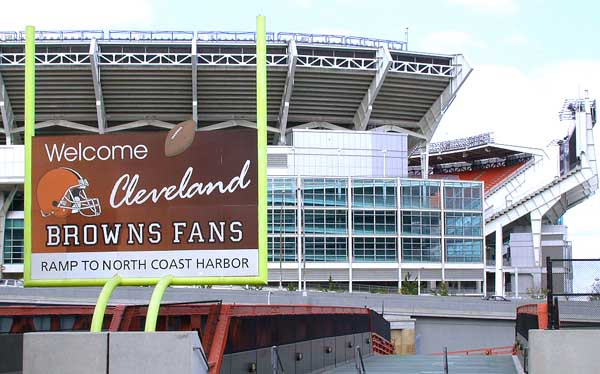
لوحة الترحيب بالجماهير أمام الملعب.
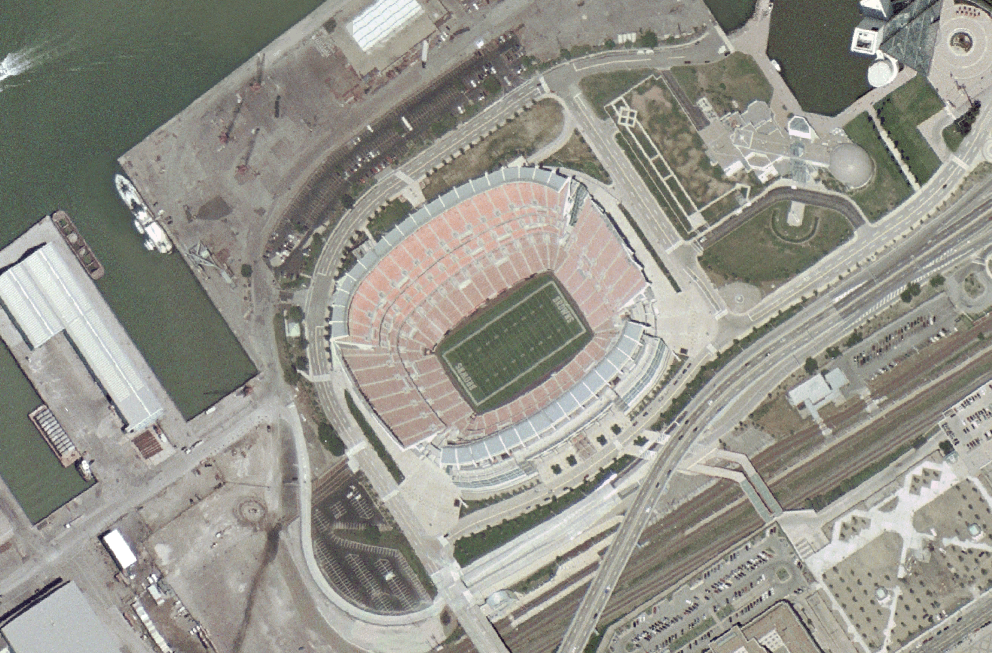
صورة للملعب ملتقطة من الجو.
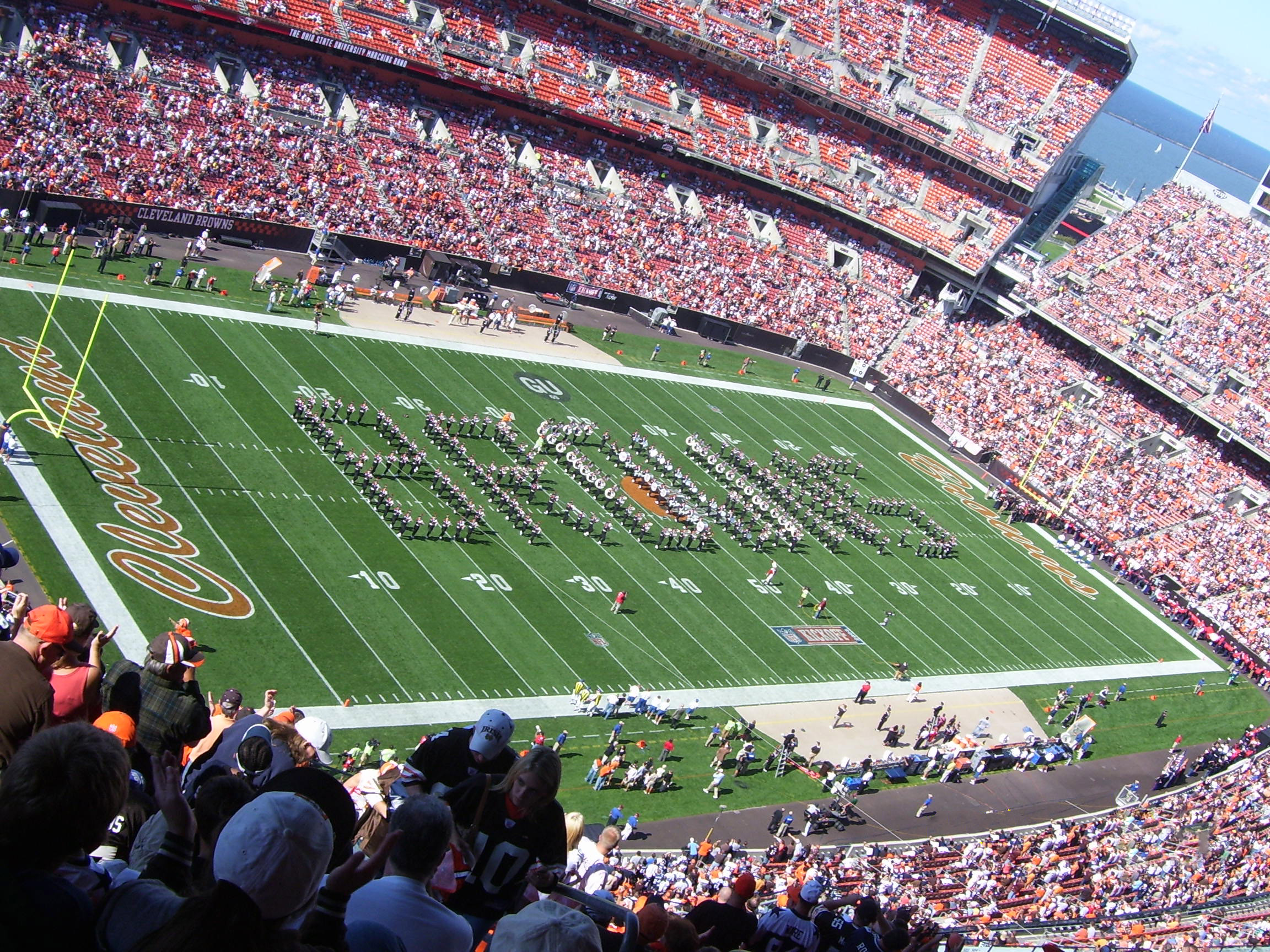
جماهير فريق كليفلاند براونز يملئون الملعب و الفرقة الغنائية تكتب كلمة "Browns" على أرضية الملعب.
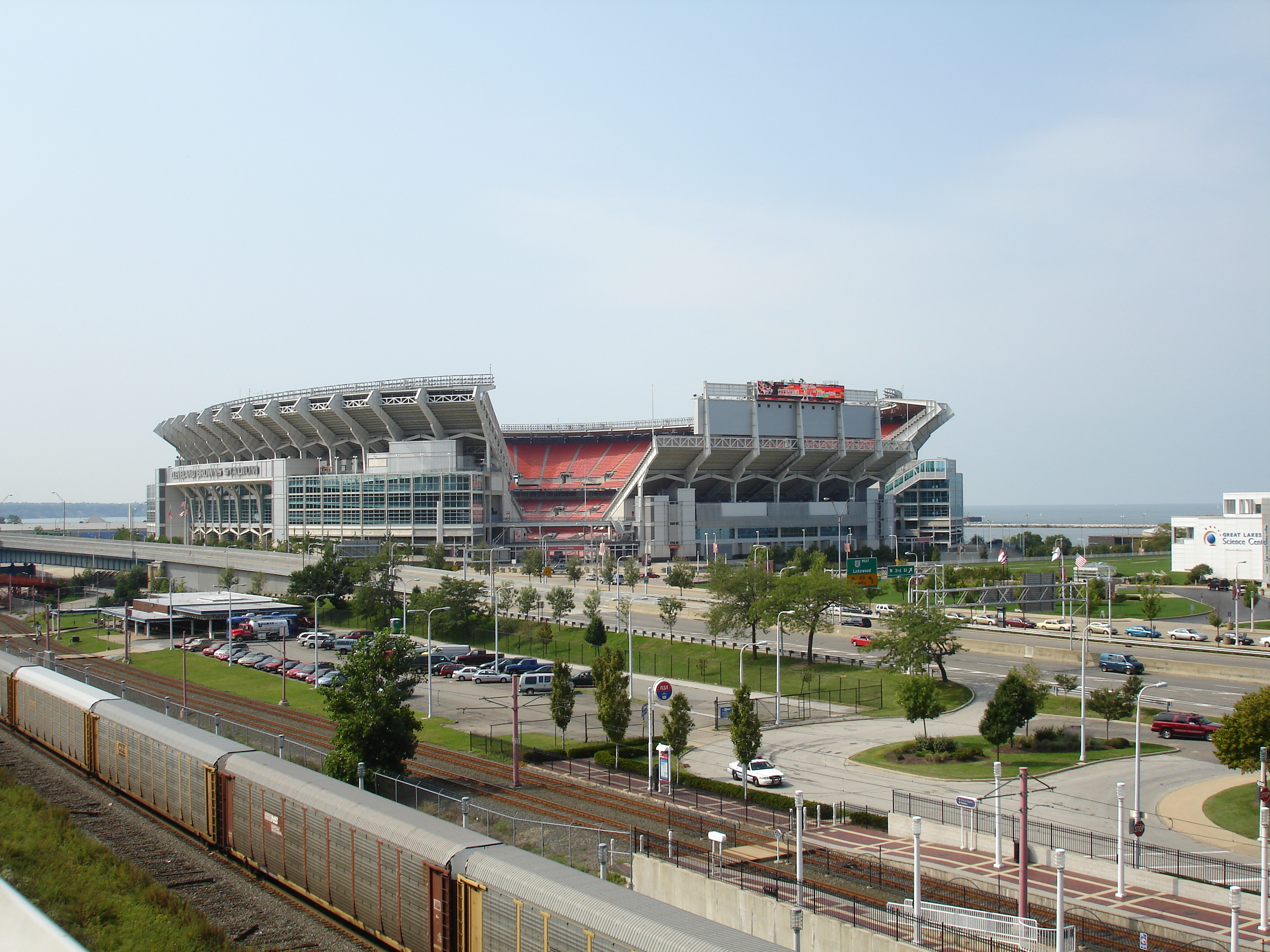
ملعب كليفلاند براونز من الخارج.
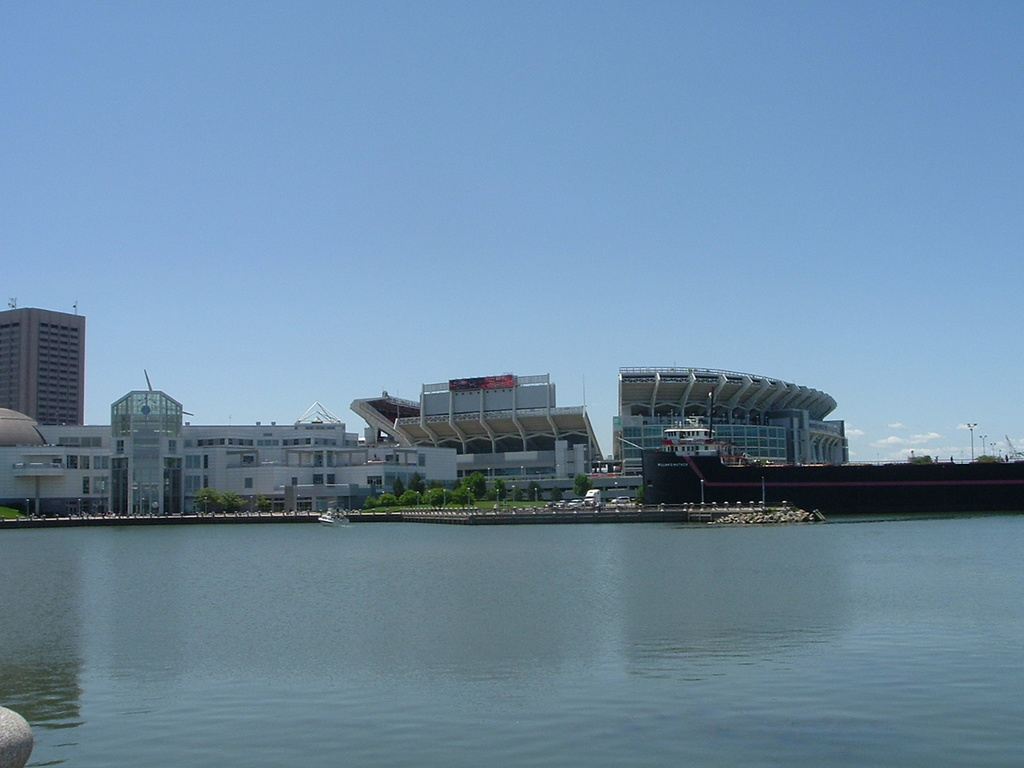
صورة ملعب كليفلاند براونز كما يبدو من جانب الميناء الشمالي للمدينة المطل على البحيرات العظمى.
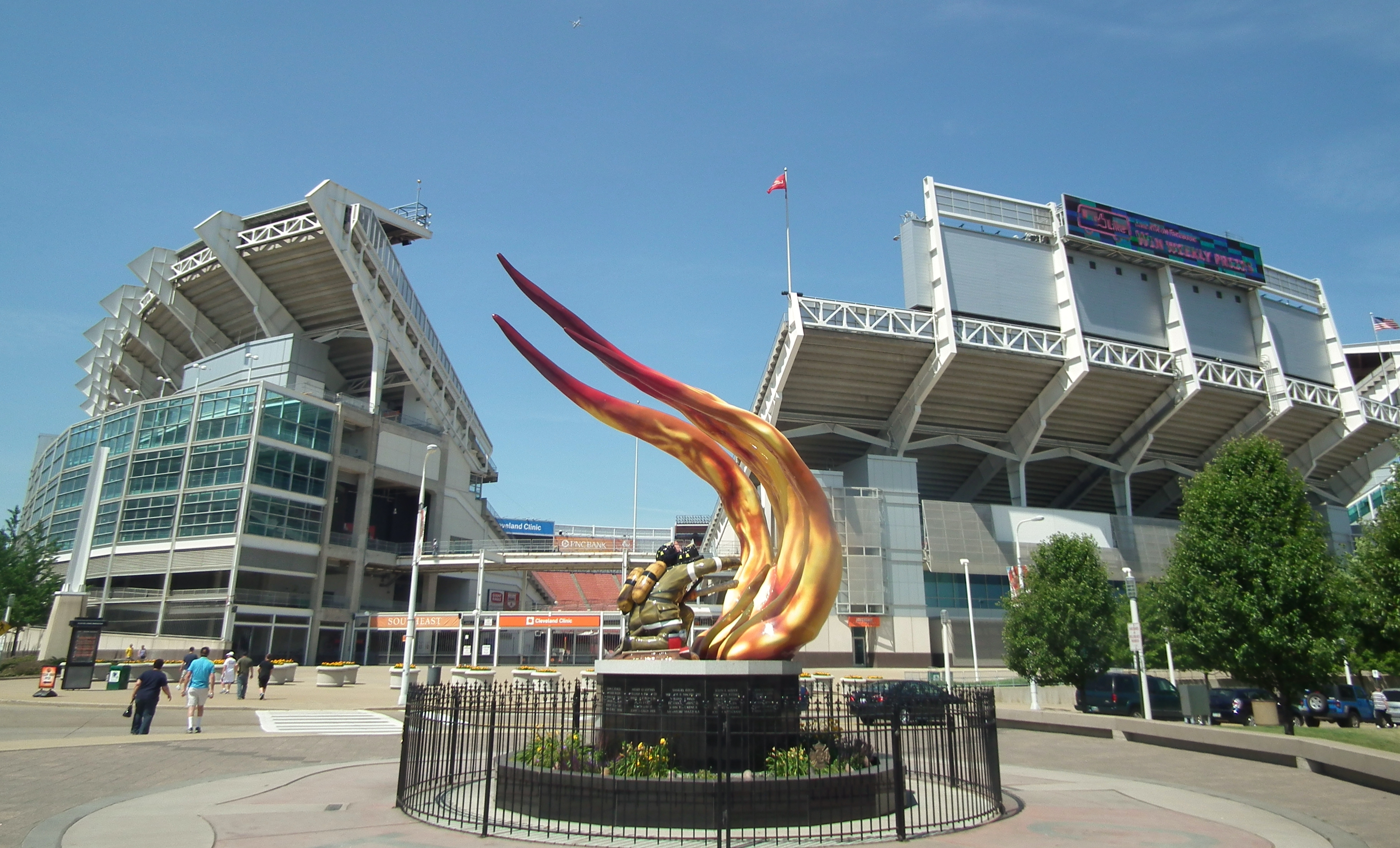
تمثال الحريق و رجل الإطفاء أمام ملعب كليفلاند براونز.